# Maggie Simpson
Margaret Evelyn Lenny "Maggie" Simpson é uma personagem que aparece no desenho animado Os Simpsons. Ela é a filha mais nova dos personagens principais Homer Simpson e Marge, e eternamente um bebê.

## Informações ficcionais

### Data de nascimento
Maggie nasceu em 1990, de acordo com a cronologia do desenho (embora ela seja um bebê tanto em 1987 quanto em 2010). Seu dia exato de nascimento é desconhecido, embora ela tenha sido concebida em 19 de novembro, o que leva a um aniversário por volta de 2 de setembro. Uma publicação na conta oficial da série no Twitter comemorou o aniversário da personagem em 19 de agosto.

### Características e papel na série
Sua fama se dá por ela frequentemente cair no chão tentando andar e chupando a sua chupeta. Maggie tem esse nome em homenagem à irmã mais nova do criador Matt Groening, Margaret "Maggie" Groening.
A pequena Maggie está sempre se metendo nas situações mais perigosas. Contudo, ela sempre depende da ajuda de outras pessoas para se dar bem, como alguns bebês que ajudaram-na a escapar de uma creche ou quando ursos cuidaram dela quando ela se perdeu numa floresta. O mais significativo dos aliados de Maggie é o barman Moe Szyslak, que provou ser um herói improvável na temporada 14, no episódio "Moe e Maggie", quando salvou a vida da pequena duas vezes (a primeira impedindo-a de cair da ponte e a segunda salvando-a de um tiroteio entre gangues).
Ela atirou no Sr. Burns no episódio "Quem matou o Sr. Burns?" e eliminou alguns caras que tentaram matar Homer. Também sabe tocar saxofone melhor que Lisa, mas sua irmã é a única a saber disso e não tem a menor intenção de mostrar isso às outras pessoas. Ela ainda sabe tocar o "Bailado do Quebra-Nozes", de Tchaikovsky, no seu xilofone.
Alguns fãs sugerem que Maggie provavelmente será o verdadeiro gênio da família Simpson, uma vez que com um ano de idade já escreveu a equação E=MC² com seus cubos de brinquedo, enquanto o maior feito de Lisa com os mesmos blocos aconteceu com 3 anos, escrevendo a palavra ESTRELA.

### Personalidade no futuro
Alguns episódios fazem previsões sobre o futuro de Maggie. Em "O Casamento de Lisa", ela parece ser uma rebelde, além de cantar muito bem (apesar de não aparecer cantando). Em outro episódio, fala-se que Maggie se tornará astronauta e terá uma filhinha chamada Maggie Junior, que é idêntica à mãe quando pequena e em outro episódio é revelado que ela será uma arquiteta bem rica e também a um episódio que é dito por um médico que Maggie tem uma doença que a manterá bebê para sempre. Se estas previsões estão corretas é impossível saber, já que os Simpsons nunca ficam mais velhos. Mas talvez estejam, uma vez que também já foi falado que todos os Simpsons mulheres obtêm sucesso enquanto os homens não têm, devido a um gene defeituoso que reduz sua inteligência drasticamente.
No episódio Holidays of Future Passed, através de fotos de natal para o Álbum da Família Simpson, é mostrado como seria o desenvolvimento de Maggie em 30 anos: ela cresceria sendo muito parecida com Lisa, pelo menos até o começo da adolescência, quando Maggie começa a aparecer aborrecida nas fotos, ao mesmo tempo em que  seu cabelo de “estrela-do-mar” ficaria com as “pontas curvas”. Essa fase rebelde, aparentemente, só acaba quando Maggie ganha sua primeira guitarra, o que mudaria sua vida e posteriormente a tornaria uma cantora de sucesso.
No futuro mostrado em "Lisa's Wedding" é dito que Maggie tem uma bela voz para cantar e, de acordo com Homer, nunca se cala (embora ironicamente, quando ela tenta falar ou cantar, ela é sempre interrompida). Em "Bart to the Future" é revelado que ela tem uma filha chamada apenas de Maggie Filha, e que é exatamente igual à Maggie quando bebê e cujo pai seria Gerald Samson, o “bebê monocelha”. Já no episódio "Holidays of Future Passed", Maggie aparece como uma mãe solteira que é impedida de falar durante a gravidez por recomendação de seu médico-robô. Depois do parto, quando ela vai revelar quem é o pai de sua filha, ela é interrompida, dessa vez pelo Vovô Simpson, que diz preferir não saber (insinua-se que seria um dos integrantes de sua banda).

### Piada com o preço na abertura
Na abertura de Os Simpsons Maggie é passada na máquina registradora do caixa e custa 847,63 dólares - valor estipulado para criar uma criança nos EUA na década de 1990. A partir da temporada 21 ela passa a custar 243,26 dólares. Tal valor foi mais uma vez alterado, agora para 486,52 dólares.

## Conhecimentos e habilidades
Maggie, em muitos casos, possui inteligência superior a de sua irmã, por exemplo quando demonstrou saber tocar saxofone com apenas um ano de idade.
Maggie também já demonstrou agilidade – tanto física quanto mental - extremamente avançada para sua idade. No episódio “A Streetcar Named Marge”, ela liderou outras crianças de uma creche em um plano complexo para recuperar suas chupetas.
Em outras ocasiões Maggie, apesar da pouca idade, já demonstrou ser detentora de excepcional coragem, perícia e determinação para salvar seu pai: aprendeu a nadar para evitar que ele se afogasse, usou um rifle escondido para desarmar os mafiosos que o cercavam e resgatou Homer do porão onde ele estava sendo mantido prisioneiro.
Maggie surpreende pela habilidade nata no boliche, que é uma das poucas coisas em que Homer também é bom. Entretanto, ela também parece ter uma propensão natural para violência e já foi vista jogando pôquer no computador. Maggie assim como sua irmã Lisa, demonstrou uma inteligência tão grande que superou a de sua irmã, o que a tornou por um episódio a mais inteligente dos Simpsons, mesmo depois a família deles ter descoberto que era tudo uma farsa..